# The Turn
The Turn è il settimo album in studio della cantautrice pop Alison Moyet, pubblicato il 15 ottobre 2007 dall'etichetta discografica W14 Music.

## Tracce
Testi e musiche di Alison Moyet, Pete Glenister.
1. One More Time – 4:00
2. Anytime at All – 3:26
3. The Man in the Wings – 4:29
4. Can't Say it Like I Mean It – 5:41
5. It's Not the Thing, Henry – 3:42
6. Fire – 3:59
7. The Sharpest Corner (Hollow) – 4:16
8. World Without End – 2:38
9. Home – 2:49
10. Smaller – 3:30
11. A Guy Like You – 4:19